# Allocosa apora
Allocosa apora är en spindelart som först beskrevs av Willis J. Gertsch 1934.  Allocosa apora ingår i släktet Allocosa och familjen vargspindlar. Inga underarter finns listade i Catalogue of Life.